# Wendelin Boeheim
Wendelin Boeheim (également orthographié Böheim), né le 17 septembre 1832 à Wiener Neustadt — alors dans l’empire d'Autriche — et décédé le 1er novembre 1900 à Vienne) est un officier de l'Armée austro-hongroise. Intéressé par l'histoire des armes, il participe à la fondation d'un musée.

## Biographie
Wendelin Boeheim enseigne de 1859 à 1869 à l'Académie militaire Marie-Thérèse. En 1878, il devient conservateur de la collection d'armes impériale et participe à la fondation du musée des beaux-arts et du musée d'histoire militaire à Vienne.
Il est un des premiers à se pencher scientifiquement sur l'histoire de l'armement et fonde en 1897 l'actuelle revue Waffen- und Kostümkunde sous le nom de Zeitschrift für historische Waffenkunde.
Son manuel Handbuch der Waffenkunde, paru en 1890, est considéré comme un ouvrage scientifique de référence dans le domaine de l'armement médiéval. Moins connues sont ses publications, traités sur la mode médiévale ou biographies. On y trouve entre autres ses descriptions du piège à puces. D'autres publications sont parues dans les Jahrbücher der Kunsthistorischen Sammlung.
Depuis 1961, une ruelle du 23e district de Vienne, Liesing, porte son nom (la Böheimgasse).

## Œuvres
- Wendelin Boeheim, Handbuch der Waffenkunde Reproduction de l'édition d'Augsbourg et de Leipzig (1890), Fourier Verlag, Wiesbaden 1985,  (ISBN 978-3201002578)
- Wendelin Boeheim, Die Zeugbücher des Kaisers Maximilian I. 1892, dans le Jahrbuch der kunsthistorischen Sammlung 13 (pages 94 à 201)
- Wendelin Boeheim, Meister der Waffenschmiedekunst vom 14. bis ins 18. Jahrhundert, 1897, Berlin